# Mala Jazbina
Mala Jazbina is een plaats in de gemeente Samobor in de Kroatische provincie Zagreb. De plaats telt 430 inwoners (2001).